# 巴克里弗鎮區 (密歇根州)
巴克里弗鎮區（英語：Bark River Township）是位於美國密歇根州德爾塔縣的一個行政鎮區。

## 地方資料
巴克里弗鎮區的面積為118.20平方千米，當中陸地面積為118.10平方千米，而水域面積為0.10平方千米。根據2020年美國人口普查的數據，當地共有人口1595人，而人口密度為每平方千米13.49人。